# PSM Makassar
PSM Makassar, eller endast PSM, är en indonesisk fotbollsklubb från Makassar, Sulawesi Selatan. Klubben grundades 1915 och spelar säsongen 2019 i den indonesiska högstaligan, Liga Super.

## Placering senaste säsonger
| Säsong    | Nivå | Liga       | Placering | Referens | Notering |
| --------- | ---- | ---------- | --------- | -------- | -------- |
| 2018      | 1    | Liga 1     | 2         | [ 2 ]    |          |
| 2019      | 1    | Liga 1     | 12        | [ 3 ]    |          |
| 2020      | 1    | Liga 1     | x         |          | pandemin |
| 2021/2022 | 1    | Liga 1     | 14        | [ 4 ]    |          |
| 2022/2023 | 1    | Liga 1     | 1         | [ 5 ]    |          |
| 2023/2024 | 1    | Liga 1     | 11        | [ 6 ]    |          |
| 2024/2025 | 1    | Liga 1     | 6         | [ 7 ]    |          |
| 2025/2026 | 1    | Liga Super |           | [ 8 ]    |          |